# Axworthy
Axworthy, född 1892, död 5 november 1917, var en amerikansk travare som anses vara av de viktigaste avelshingstarna inom utvecklingen av denna ras.

## Historia
Axworthy skapade en blodslinje inom den amerikansk travaren, genom Hambletonian 10:s avkomma George Wilkes, som var hans farfars far. Axworthy föddes upp av A. B. Darling i New York vid stuteriet Terre Haute, Indiana. Han tränades först av Budd Doble vid Terra Haute och från att han var tre år gammal av John Young i Kentucky. 
Axworthys första lopp genomfördes när han var två år, då han tävlade mot Oakland Baron. Axworthys skadades i loppet där han trots att han kom två ändå gick under det tidigare världsrekordet. Baron Oakland korsade mållinjen på 2:15 1/2 (1.24,1).
År 1896 köptes Axworthy av John H. Shults från Brooklyn i New York för 500 dollar på en auktion i Madison Square Garden. Därifrån skickades han till Parkville Farms, där han snabbt blev populär, men då han skadat framhovarna och hasorna kunde han inte tränas för tävling. Axworthy var en storvuxen fux med mycket muskler, och imponerade så mycket på Shults att han satte honom i aveln som sin förstahingst. År 1906 såldes Axworthy igen på auktion. Denna gång för 21 000 dollar och stallades upp i Kentucky under resten av sitt liv. Många av hans avkommor var snabba.
Axworthy avled 5 november 1917, 25 år gammal.

## Avkommor
Axworthy blev under sin livstid far till 144 travare och sex passgångare. Hans hingstar fick tillsammans med ston från Peter The Great:s blodslinje många goda avkommor.